# Alai Oli
Alai Oli (Алаі Олі) — російська незалежна indie-група, утворена Ольгою Маркес і Олександром Шаповскі у 2004-ом році у Єкатеринбурзі, нині базується у Санкт-Петербурзі.

## Історія

### 2004—2006
Група існує з 29 вересня 2004 року (дата першого концерту Alai Oli в Єкатеринбурзі, в клубі PV in Березовський)  . Назву «Alai Oli» було взято з казки солістки, Ольги Маркес «Залізний лев». Згідно з сюжетом казки, ця фраза означає «нести позитив».  Приблизно в той же час записується перше демо — «Бог є любов». З цього моменту група веде активну концертну діяльність в рідному місті, і вже через кілька місяців з Москви надходить пропозиція виступити на фестивалі «60 років Бобу Марлі» в ДК Горбунова, на одній сцені з п'ятьма найкращими реггі-групами Росії та вокалістом Massive Attack Хорасом Енді  . 
Протягом 2005 року, група активно гастролює і бере участь в багатьох всеросійських, літніх фестивалях. На початку 2006 року, Alai Oli дають концерт в московському клубі «Точка» . 

### 2007-2012
Перший альбом гурту «Так, Бро?» був випущений в 2007 році. Він відкрив музикантам дорогу на багато великих майданчиків та фестивалів. Так, в клубі « Б1 Maximum » відбувся виступ з легендою реггі-музики Лі «Скретч» Перрі . 
Під кінець 2008 року Alai Oli випустила другий альбом «Сніжна Барселона». 2009 рік був знаковим для групи, переїздом з Єкатеринбурга в Санкт-Петербург і виступом в Москві з Ману Чао, на відкритому майданчику «Зелений театр». 
У 2009 році в групу приходить трубач з класичною музичною освітою Ілля Флюгельтауб. Ця подія остаточно сформувала впізнаваний звук групи. 
З 2009 по 2011 рік група гастролює тривалими турами по Росії, крім цього, дає концерти в містах Європи (Таллінн, Вільнюс, Рига, Цюріх, Мюнхен, Берлін). 

У грудні 2011 року, група випускає третій, офіційний альбом, під назвою Satta Massagana. Реліз став для команди поворотом у творчості: після нього Alai Oli вже не повертаються в реггі, розвиваючи нове звучання. Ольга Маркес дала такі пояснення щодо альбому: 
 «Альбом Satta Massagana відрізняється від тих альбомів, що були написані після школи. Співати кожен раз про те, що все добре, коли насправді тебе мучать сумніви все важче. У цьому альбомі я така, яка я є. Якщо вам не подобається цей альбом, значить, вам не подобаюсь я. Але, це не погано — неможливо подобатися усім. Нерозумно очікувати від світу, що він буде приймати вас такими, як ви є, якщо ви постійно носите маски ».  
 У березні 2012 року група випустила міні-альбом «Главное», до якого увійшли треки: «Главное», «Искры» і «Долбанный космос». Протягом року музиканти вели роботу над новим альбомом «Колыбельные для рудбоя», реліз якого відбувся в листопаді того ж року. 
До ювілею групи «Акваріум» в 2012 році, в рамках проекту від сайту Лента.ру, група Alai Oli виконали кавер на пісню «Сестра». 

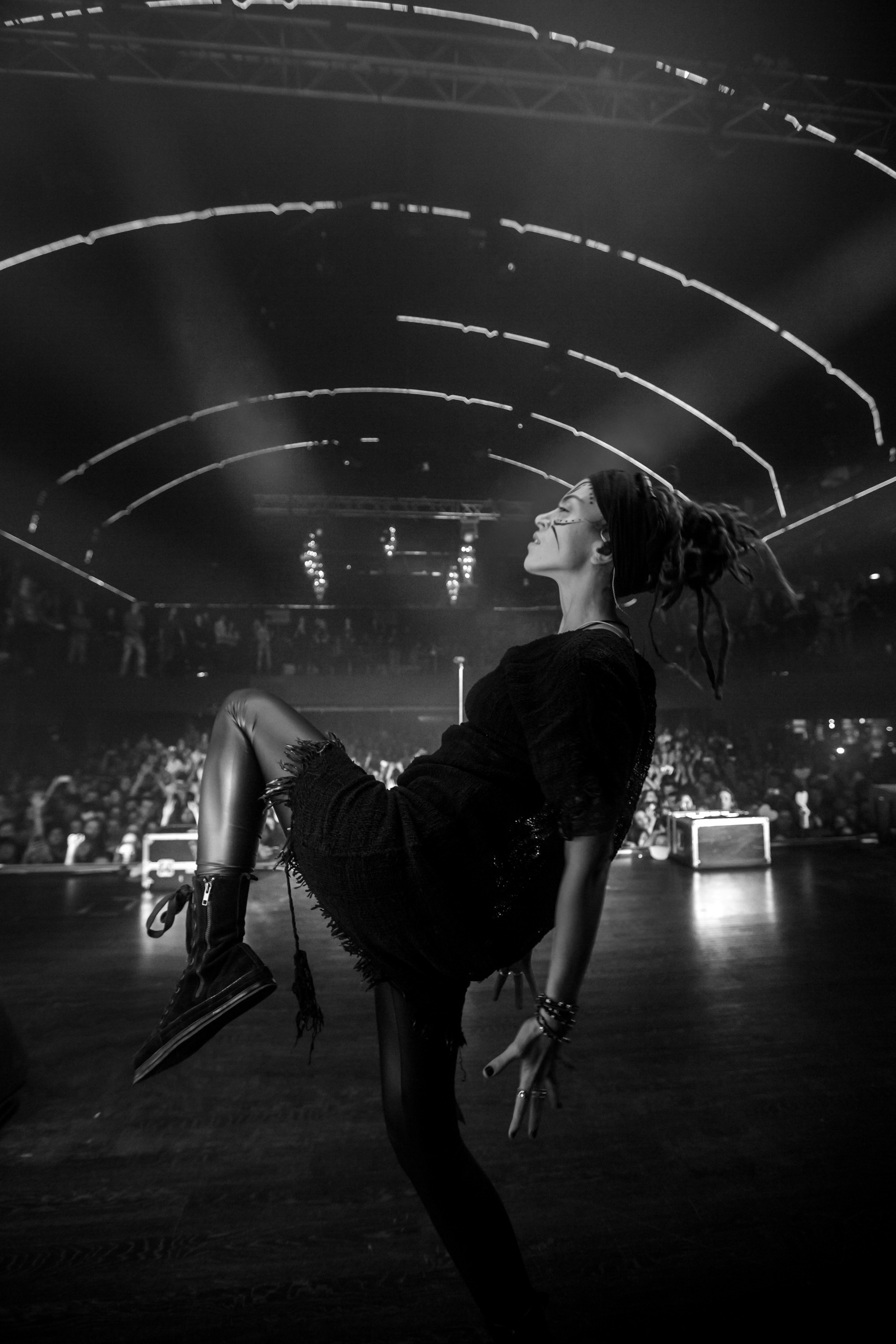
Ольга Маркес на концерті в «Известия Hall», листопад, 2014. Фотограф: Христина Кіс

### 2014 - 2015
У 2014 році група святкує своє десятиліття великим концертом в рідному Єкатеринбурзі, а також концертами в Санкт-Петербурзі і Москві. 
У березні 2015 року Alai Oli зіграли концерт із симфонічним оркестром, програму якого придумав і реалізував трубач Ілля Фльюгельтауб  . Крім цього, група починає працювати над новим альбомом. За словами Ольги Маркес, робота над релізом проходить так, як ніколи не проходила раніше. У новій платівці Alai Oli хочуть втілити абсолютну рівновагу світлої та темної сторін  . 

### 2016
13 січня 2016 року група представила кліп на пісню «Тлін». За словами режисера кліпу Аліни Пязок, образ Ольги Маркес в кліпі був натхненний Марлой Зінгер з « Бійцівського клубу » Чака Паланіка  . 

21 квітня відбулася прем'єра 5 альбому групи «Рівновага і глибина»  . В альбом ввійшло 13 треків. Шанувальники групи отримали можливість почути новий реліз в двох версіях: на наступний ранок після прем'єри  для прослуховування став доступний «червоний» альбом (перша версія називалася «синій» альбом). Як було сказано в коментарі до запису, версії пісень відрізняються підходом до мастерингу і деякими партіями інструментів. 
 «Чому ми випускаємо відразу дві версії? Перша - це варіант якісного та чіткого продакшена і мастерингу. Другий — це наш, "ламповий" матеріал. Те, до чого я звикла в навушниках, те, що здається мені теплим і справжнім. "Синій" альбом підійде, щоб качати в тачці. "Червоний" — для того, щоб слухати наодинці з собою, в навушниках. У версіях є відмінності і в музиці — в деяких партіях і балансі. Знайдіть 10 відмінностей і виберіть свій улюблений варіант для кожної пісні ».  

### 2017-2018

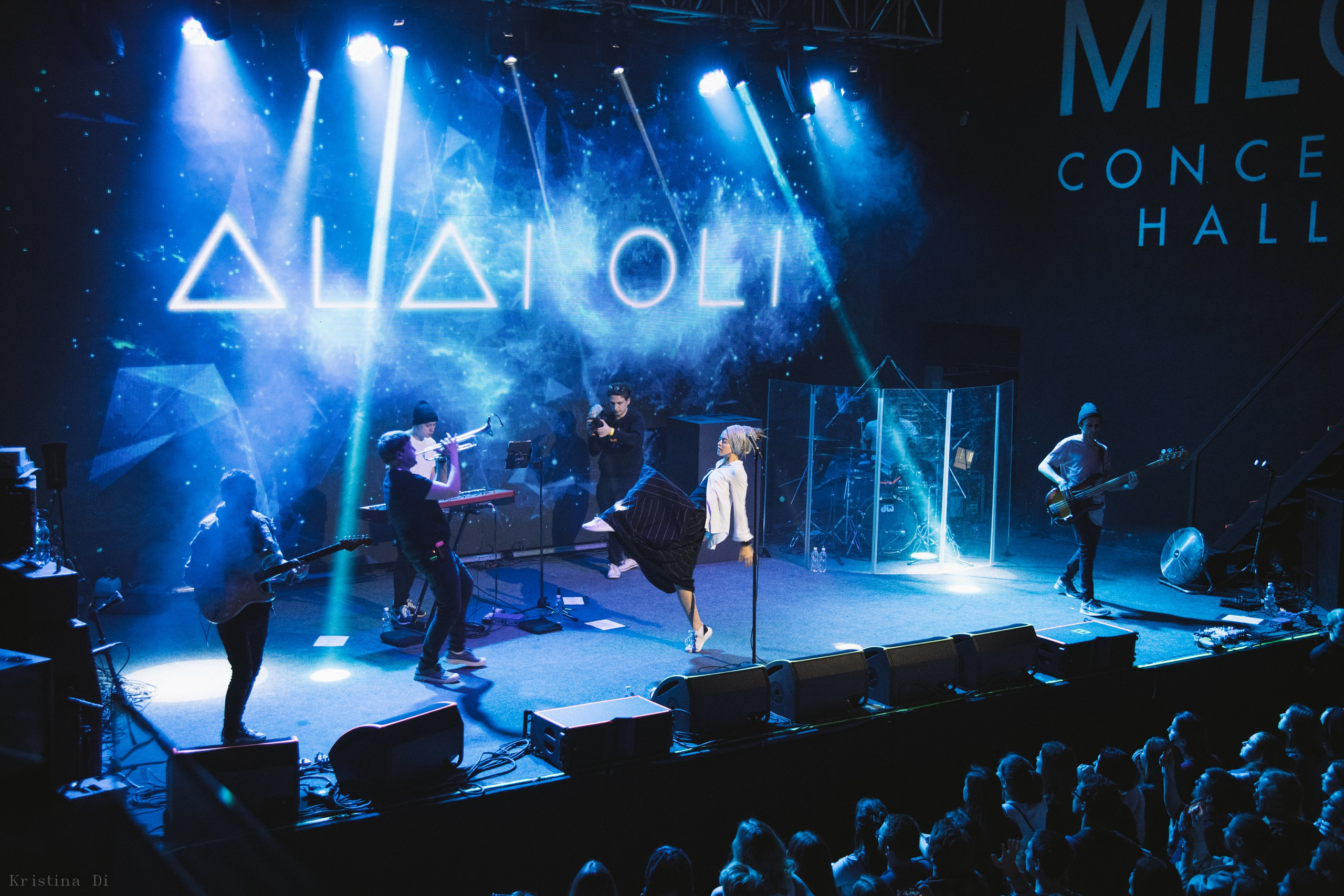
Концерт в Нижньому Новгороді. Апрель, 2018. Фотограф: Христина Ді

8 грудня 2017 року група презентувала в мережі міні-альбом «Oshhh», що складається з трьох треків: «Так не можна грати», «Oshhh» і «Нескінченне Го». Разом з альбомом було випущено музичне відео на заголовну композицію  . 
22 березня 2018 року вийшов сингл «Місто не приймає», записаний спільно з Владі ( «Каста» ). Після релізу пісня потрапляє в хіт-парад «Чартова Дюжина» на Нашому Радіо. 
В цей же час в Москві і Санкт-Петербурзі група представила на закритих показах музичний не-фільм «Alice»  режисера Віталія Акімова, який пов'язаний з підготовкою на той момент до виходу однойменною альбомом групи. 

Сам музичний альбом «Alice» став доступний для прослуховування 1 квітня 2018 року. 
 «Аліса — це архетип в центрі кількох реальних історій, об'єднаних в одну. 12 треків, візуальний альбом не-фільм, знятий Віталієм Акімовим — все це є частиною "Alice". Аліса — це не вигаданий персонаж, як і діалоги у фільмі, записані на диктофон або камеру. Одна і та ж історія відбувається з нею раз за разом, і є відчуття, що вона зустрічається з єдиною рідною душею, призначеної їй — тільки зустрічає вона її в різних людях. Аліса — це не одна людина. Альбом має кільцеву композицію. Будь-яка з глав може бути першою, будь-яка може бути останньою. Тому в цій історії немає справжнього початку або кінця.»  

## Дискографія

### Студійні альбоми
- 2007 — «Так, бро? »
- 2008 — «Сніжна Барселона»
- 2011 — «Satta Massagana»
- 2012 — «Колискові для рудбоя»
- 2016 — «Рівновага і глибина»
- 2018 — «Alice»
- 2019 — «Sad Princess» [15]

### Міні-альбоми
- 2012 — «Головне»
- 2013 — «Дурге»
- 2017 — «Oshhh»

### Сингли
- 2014 — «Медея» (feat. Ви погоджуєтеся)
- 2018 — «Місто не приймає» (feat. Владі )

### Участь в альбомах інших виконавців
- Bumble Beezy — «BeezyNOVA: Side Effects» («Вранці»)

## Склад групи[16]
Поточний склад:
- Ольга Маркес — вокал;
- Олександр Шаповскі — бас-гітара;
- Денис Харлашин — гітара;
- Ілля Флюгельтауб — труба, флюгельгорн;
- Руслан Гаджимурадов — ударні;
- Андрій Артем'єв — клавіші.

Колишні учасники:
- Ілля Ліпатов — ударні;
- Дмитро Лаврентьєв — гітара;
- Володимир (дядько Вова) Федотовських — барабани;
- Петро Рожин — перкусія;
- Олексій (Жир) Пономарьов — барабани;
- Сергій Карманов — саксофон;
- Максиміліан Максоцский — ударні.